# Arte
ARTE (fr. Association relative aux télévisions européennes) – francusko-niemiecki kanał telewizyjny, który prezentuje programy kulturalne, reportaże ze świata sztuki i nauki oraz tzw. ambitne kino.

## Charakterystyka
Ponieważ jest to przedsięwzięcie międzynarodowe, wymaga ono większych nakładów środków, by program mógł być odbierany w obu krajach. Wszystkie tytuły programów podawane są w dwóch językach – francuskim i niemieckim. Programy są albo dubbingowane, albo zaopatrzone w napisy, natomiast gospodarze programów często mówią na przemian dwoma językami (lub jest dwóch prowadzących). Zazwyczaj nadawane są dwie oddzielne ścieżki z przekazem dźwiękowym, dlatego w przekazie satelitarnym i kablowym można wybierać jeden z języków. Część programów można oglądać także w języku angielskim, hiszpańskim i polskim dzięki napisom udostępnianym poprzez teletekst oraz na stronie internetowej stacji.
ARTE rozpoczęła emisję 30 maja 1992 dzięki porozumieniu podpisanemu 30 kwietnia 1991 przez Francję i Niemcy. Ze strony francuskiej za program odpowiada ARTE France (dawne La Sept, czyli La Société européenne des programmes de télévision), natomiast ze strony niemieckiej Arte Deutschland GmbH, utrzymywane przez dwa kanały publicznej telewizji niemieckiej ARD i ZDF. Siedziba stacji znajduje się w Strasburgu.
Z telewizją ARTE współpracują liczne europejskie stacje telewizyjne:
- RTBF (Belgia),
- SRG SSR Idée Suisse (Szwajcaria),
- TVE (Hiszpania),
- ÖRF (Austria),
- YLE (Finlandia),
- NPS (Holandia),
- BBC (Wielka Brytania),
- SVT (Szwecja).

Telewizja Polska, współpracująca z ARTE od 1993, jest drugą stacją po belgijskiej RTBF, która podpisała umowę o współpracy. Co roku polska telewizja produkuje kilkadziesiąt godzin programów dla ARTE. Organizowane są także wspólne wieczory tematyczne. W ostatnich latach pojawiały się nawet idee współudziału Polski w tworzeniu programu tej stacji na równi z Francją i Niemcami. Telewizja Polska postanowiła jednak uruchomić własny kanał tematyczny o nazwie TVP Kultura. 4 marca 2009 Arte zerwała współpracę z TVP z powodu dawnej działalności prezesa Piotra Farfała w Młodzieży Wszechpolskiej. 21 lutego 2014 TVP podpisała umowę z ARTE, obejmująca m.in. emisję programów produkcji polskiej w tym kanale i programów ARTE na kanałach Telewizji Polskiej oraz współpracę w internecie. 29 stycznia 2016 Arte ponownie zerwała współpracę z TVP ze względu na brak przekonania dotyczącego gwarancji wolności przekonań, redaktorskiego pluralizmu oraz niezależności telewizji publicznej w Polsce. Od listopada 2016 roku, dzięki współfinansowaniu przez Unię Europejską, na stronie ARTE dostępne są jej programy z napisami w języku polskim.

## Logo

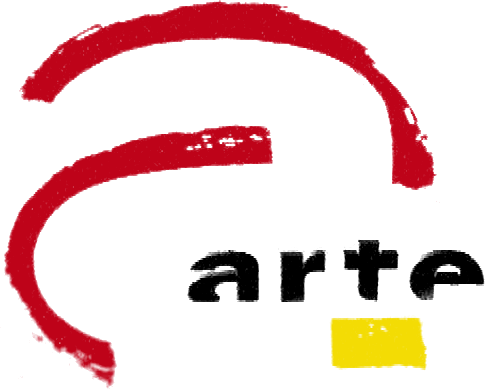
Logo Arte od 1992 do 1995 roku
Logo Arte od 1995 do 2004 roku
Logo Arte od 2004 do 2011 roku
Logo Arte HD od 2008 do 2011 roku
Logo Arte od 2011 do 2017 roku
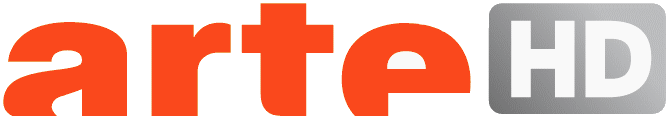
Logo Arte HD od 2011 do 2017 roku
Aktualne logo Arte

Arte i Arte HD w wersji francuskiej w nocy podczas emisji wybranych filmów fabularnych nie emituje logo na ekranie. Jednak w wersji niemieckiej kanału nie jest to praktykowane.